# Klein Offenseth-Sparrieshoop
Klein Offenseth-Sparrieshoop là một đô thị tại huyện Pinneberg, trong bang Schleswig-Holstein, nước Đức. Đô thị này có diện tích 16,92 km², dân số thời điểm 31 tháng 12 năm 2006 là 2749 người.